# Ectoedemia hypericifolia
Ectoedemia hypericifolia là một loài bướm đêm thuộc họ Nepticulidae. Nó được miêu tả bởi R.K. Puplesis năm 1988. It was described from Kyushu, Nhật Bản, but is also known from Nga và Trung Quốc.
Ấu trùng ăn Hypericum erectum, Hypericum attenuatum và Hypericum ascyron gebleri.